# Tazobaktám

A β-laktámok alapvegyülete: a propiolaktám.

A tazobaktám a baktérium-rezisztencia kialakulását akadályozó gyógyszer. Az Európai Unióban a piperacillin hatásspektrumának kiszélesítésére adják. A Pseudomonas aeruginosa(en) és egyéb baktériumok okozta fertőzések kezelésére alkalmazható, melyek a tazobaktám nélkül ellenállóak lennének a piperacillinnek.

## Javallatok
- Súlyos tüdőgyulladás, beleértve a kórházban szerzett és lélegeztetéssel összefüggő pneumoniát is
- szövődményes húgyúti fertőzés (beleértve a pyelonephritist(en) is)
- szövődményes hasüregi fertőzések
- szövődményes bőr- és lágyrészfertőzések (beleértve a diabeteszes lábfertőzéseket is).

A tazobaktám alkalmazható a gyaníthatóan bakteriális fertőzés okozta lázas neutropéniás betegek kezelésére.

## Hatásmód
A baktámok olyan gyógyszerek, melyek gátolják, hogy a baktériumok β-laktamáz(en) enzimje elbontsa a penicillin β-laktám gyűrűjét.  Ennek megfelelően a baktámok nem önálló szerek, hanem valamilyen penicillinszármazékkal (és esetleg más antibiotikummal) együtt adják őket.
A  piperacillin/tazobaktám nem nyújt védelmet a B, C és D molekulaosztályba tartozó béta-laktamázokkal és az A és D molekuláris enzimcsoportba tartozó, kiterjesztett spektrumú béta-laktamázokkal (extended-spectrum beta-lactamases – ESBL) szemben.
A penicillin-kötő fehérjék(en) (PBP) megváltozása a piperacillinnek a baktériumban lévő molekuláris célponthoz való affinitásának csökkenését eredményezi.

## Mellékhatások, ellenjavallatok
A tazobaktám ellenjavallt 2 éves kor alatt, terhesség és szoptatás idején.
A leggyakoribb mellékhatások az emésztőrendszeri panaszok és az allergiás reakciók. Ritkábban fordul elő szájüregi panasz (szájpenész, fekély), a beadás helye körüli bőrpír, duzzanat, visszér-gyulladás, vese-, máj- és vérrendellenességek.
Gyógyszer kölcsönhatások:
- a köszvény elleni probenecid növelheti a tazobaktám ürülési idejét
- vérhígítók (például heparin, warfarin vagy aszpirin)
- műtétek során használt izomlazítók (Vekurónium)
- a metotrexát növelheti az ürülési időt
- káliumszint csökkentő gyógyszerek (egyes vízhajtók és egyes rák elleni gyógyszerek)

Tartós kezelés esetén a vérképzés működését időszakosan ellenőrizni kell.

## Adagolás
Lassú injekcióban (3–5 perc alatt) vagy infúzióban (20–30 perc alatt). A szokásos adag felnőtteknél 4 g piperacillin és 0,5 g tazobaktám 8 óránként adva. Enyhébb fertőzés esetén az adag csökkenthető. Tüdőgyulladás és baktérium okozta neutropénia esetén a beadás gyakorisága 6 órára növelhető. Súlyos vesekárosodás (20 ml/percnél kevesebb kreatinin-ürülés) esetén a gyakoriság 12 órára csökkenthető. Dialízis után további 2 g piperacillin és 0,25 g tazobaktám adandó.
A kezelés időtartama 4–15 nap. A tünetek megszűnése után még legalább 48 órán át folytatni kell a kezelést.
A tazobaktám a beadáskor nem keverhető más szerekkel egy fecskendőben. A Tazocin vérkészítményekhez és albumin hidrolizátumokhoz nem adható.

## Fizikai/kémiai tulajdonságok
Fehér színű por.

## Készítmények
A tazobaktámot nagyon sok gyógyszerkombinációban alkalmazzák. Hatóanyagok (a tazobaktámon felül):
- Cefepim(en)
- Cefpodoxim(en)
- Ceftazidim(en)
- Ceftriaxon
- Piperacillin
- Trinátrium edetát

Magyarországon piperacillinnel kombinációban van forgalomban 18 készítményben.